# 第100回日劇學院賞
←第99回 - 第100回 - 第101回→
第100回日劇學院賞，針對2019年1月到3月在日本播出之冬季檔連續劇所做出的投票與評比。本季獲最優秀作品賞為日本電視台的《3年A班－從此刻起，大家都是我的人質－》，此劇共獲五項獎本季最多。

## 得獎名單

### 最優秀作品賞
1. 3年A班－從此刻起，大家都是我的人質－[1]
2. 初戀那一天所讀的故事
3. 萬福
4. Trace〜科搜研之男〜（日语：科捜研法医研究員の追想#テレビドラマ）
5. 特攝GAGAGA（日语：トクサツガガガ）

- 讀者票：1. 初戀那一天所讀的故事；2. Trace〜科搜研之男〜；3. 3年A班－從此刻起，大家都是我的人質－；4. 萬福；5. The Good Wife
- 記者票：1. 3年A班－從此刻起，大家都是我的人質－；2. 初戀那一天所讀的故事；3. 特攝GAGAGA；4. 萬福；5. The Good Wife
- 評審票：1. 萬福； 2. 3年A班－從此刻起，大家都是我的人質－； 3. 特攝GAGAGA；3. The Good Wife； 3. 水果宅急便（日语：フルーツ宅配便）； 3. 銀行佳人（日语：この女に賭けろ#テレビドラマ）； 3. 絕對正義（日语：絶対正義#テレビドラマ）

### 主演男優賞
1. 菅田將暉（3年A班－從此刻起，大家都是我的人質－）[2]
2. 錦戶亮（Trace〜科搜研之男〜）
3. 高橋一生（三日月）
4. 濱田岳（水果宅急便）
5. 坂口健太郎（Innocence冤罪律師（日语：イノセンス 冤罪弁護士））

- 讀者票：1. 菅田將暉（3年A班－從此刻起，大家都是我的人質－）；2. 錦戶亮（Trace〜科搜研之男〜）；3. 高橋一生（三日月）；4. 坂口健太郎（Innocence冤罪律師）；5. 上田龍也（節約Rock（日语：節約ロック#テレビドラマ））
- 記者票：1. 菅田將暉（3年A班－從此刻起，大家都是我的人質－）；2. 高橋一生（三日月）；3.坂口健太郎（Innocence冤罪律師）；4. 錦戶亮（Trace〜科搜研之男〜）；5. 濱田岳（水果宅急便）
- 評審票：1. 菅田將暉（3年A班－從此刻起，大家都是我的人質－）； 2. 高橋一生（三日月）； 2. 濱田岳（水果宅急便）；4. 錦戶亮（Trace〜科搜研之男〜）； 5. 坂口健太郎（Innocence冤罪律師）

### 主演女優賞
1. 深田恭子（初戀那一天所讀的故事）[3]
2. 安藤櫻（萬福）
3. 北川景子（賣房女子）
4. 小芝風花（特攝GAGAGA）
5. 常盤貴子（The Good Wife）

- 讀者票：1. 深田恭子（初戀那一天所讀的故事）；2. 安藤櫻（萬福）；3. 北川景子（房仲女王的逆襲）；4. 常盤貴子（The Good Wife）；5. 小芝風花（特攝GAGAGA）
- 記者票：1. 深田恭子（初戀那一天所讀的故事）；2. 安藤櫻（萬福）；3. 小芝風花（特攝GAGAGA）；4. 北川景子（房仲女王的逆襲）；5. 常盤貴子（The Good Wife）
- 評審票：1. 安藤櫻（萬福）； 2. 深田恭子（初戀那一天所讀的故事）； 2. 常盤貴子（The Good Wife）；4. 北川景子（房仲女王的逆襲）； 5. 山口紗彌加（絕對正義）

### 助演男優賞
1. 橫濱流星（初戀那一天所讀的故事）[4]
2. 長谷川博己（萬福）
3. 中村倫也（初戀那一天所讀的故事）
4. 永山絢斗（初戀那一天所讀的故事）
5. 菅田將暉（萬福）

- 讀者票：1. 橫濱流星（初戀那一天所讀的故事）；2. 中村倫也（初戀那一天所讀的故事）；3. 船越英一郎（Trace〜科搜研之男〜）；4. 菅田將暉（萬福）；5. 長谷川博己（萬福）
- 記者票：1. 橫濱流星（初戀那一天所讀的故事）；2. 長谷川博己（萬福）；3. 永山絢斗（初戀那一天所讀的故事）；3. 中村倫也（初戀那一天所讀的故事）；5. 千葉雄大（房仲女王的逆襲）
- 評審票：1. 長谷川博己（萬福）； 2. 橫濱流星（初戀那一天所讀的故事）； 3. 要潤（萬福）；4. 菅田將暉（萬福）；4. 永山絢斗（初戀那一天所讀的故事）；4. 中村倫也（初戀那一天所讀的故事）

### 助演女優賞
1. 永野芽郁（3年A班－從此刻起，大家都是我的人質－）[5]
2. 松坂慶子（萬福）
3. 安達祐實（初戀那一天所讀的故事）
4. 內田有紀（萬福）
5. 井本絢子（房仲女王的逆襲）

- 讀者票：1. 安達祐實（初戀那一天所讀的故事）；2. 永野芽郁（3年A班－從此刻起，大家都是我的人質－）；3.新木優子（Trace〜科搜研之男〜）；4. 松坂慶子（萬福）；5. 小雪（Trace〜科搜研之男〜）
- 記者票：1. 永野芽郁（3年A班－從此刻起，大家都是我的人質－）；2. 松坂慶子（萬福）；3. 安達祐實（初戀那一天所讀的故事）；4. 內田有紀（萬福）；5. 永作博美（三日月）
- 評審票：1. 松坂慶子（萬福）； 2. 永野芽郁（3年A班－從此刻起，大家都是我的人質－）； 3. 井本絢子（房仲女王的逆襲）；4. 內田有紀（萬福）；4. 白石聖（絕對正義）；4. 永作博美（三日月）

### 主題曲賞
1. 《HAPPY BIRTHDAY》back number（初戀那一天所讀的故事）[6]
2. 《生きる（日语：生きる）》ザ・クロマニヨンズ（3年A班－從此刻起，大家都是我的人質－）
3. 《あなたとトゥラッタッタ♪》DREAMS COME TRUE（萬福）

- 讀者票：1. 《HAPPY BIRTHDAY》back number（初戀那一天所讀的故事）；2. 《crystal》關西傑尼斯8（Trace〜科搜研之男〜）；3. 《生きる》THE CRO-MAGNONS（3年A班－從此刻起，大家都是我的人質－）；4. 《あなたとトゥラッタッタ♪》DREAMS COME TRUE（萬福）；5. 《自白》King Gnu（Innocence冤罪律師）
- 記者票：1. 《HAPPY BIRTHDAY》back number（初戀那一天所讀的故事）；2. 《生きる》THE CRO-MAGNONS（3年A班－從此刻起，大家都是我的人質－）；3. 《自白》King Gnu（Innocence冤罪律師）；4. 《ガガガガガガガ》Golden Bomber（特攝GAGAGA）；5. 《あなたとトゥラッタッタ♪》DREAMS COME TRUE（萬福）
- 評審票：1.《あなたとトゥラッタッタ♪》DREAMS COME TRUE（萬福）；2.《生きる》THE CRO-MAGNONS（3年A班－從此刻起，大家都是我的人質－）；3. 《自白》King Gnu（Innocence冤罪律師）；4. 《crystal》關西傑尼斯8（Trace〜科搜研之男〜）；5. 《Aurora》BUMP OF CHICKEN（The Good Wife）；5.《裸足の果実》EGO-WRAPPIN'（水果宅急便）

### 劇本賞
1. 武藤將吾（3年A班－從此刻起，大家都是我的人質－）[7]
2. 福田靖（萬福）
3. 吉澤智子（初戀那一天所讀的故事）

### 導演賞
1. 小室直子、鈴木勇馬、水野格（3年A班－從此刻起，大家都是我的人質－）[8]
2. 末永創、新田真三、小野見知（特攝GAGAGA）
3. 福田亮介、吉田健、坂本栄隆（初戀那一天所讀的故事）

### 特別賞
- 《特攝GAGAGA（日语：トクサツガガガ）》的劇中劇「獅風怒闘ジュウショウワン」[9]

## 外部連結
- 第100回日劇學院賞 （页面存档备份，存于）